# Hamilton Fish III
Hamilton Fish III (ur. jako Hamilton Stuyvesant Fish 7 grudnia 1888, znany również jako Hamilton Fish Jr., zm. 18 stycznia 1991) – amerykański żołnierz i polityk ze stanu Nowy Jork. Urodzony w rodzinie od dawna działającej w sferze politycznej, służył w Izbie Reprezentantów Stanów Zjednoczonych od 1920 do 1945. W tym czasie sprzeciwiał się interwencji Stanów Zjednoczonych w sprawach zagranicznych i był krytykiem prezydenta Franklina D. Roosevelta. Kiedy Fish obchodził swoje 102. urodziny w 1990 roku, był najstarszym żyjącym Amerykaninem, który zasiadał w Kongresie.
Podczas jego kadencji w Kongresie wyszły na jaw oskarżenia o zmowę z nazistami. Oskarżenia wobec niego zostały później potwierdzone na podstawie odkrytych dokumentów nazistowskich, które zostały zabezpieczone po zakończeniu II wojny światowej. Dodatkowo odkryto jego związki z George’em Sylvesterem Viereckiem, czołowym szpiegiem nazistowskim w USA, który działał w celu propagowania ideologii prohitlerowskiej i antysemickiej. Potwierdzenie tych związków nastąpiło na podstawie korespondencji między Viereckiem a senatorem Ernestem Lundeenem.

## Rodzina i wczesne życie

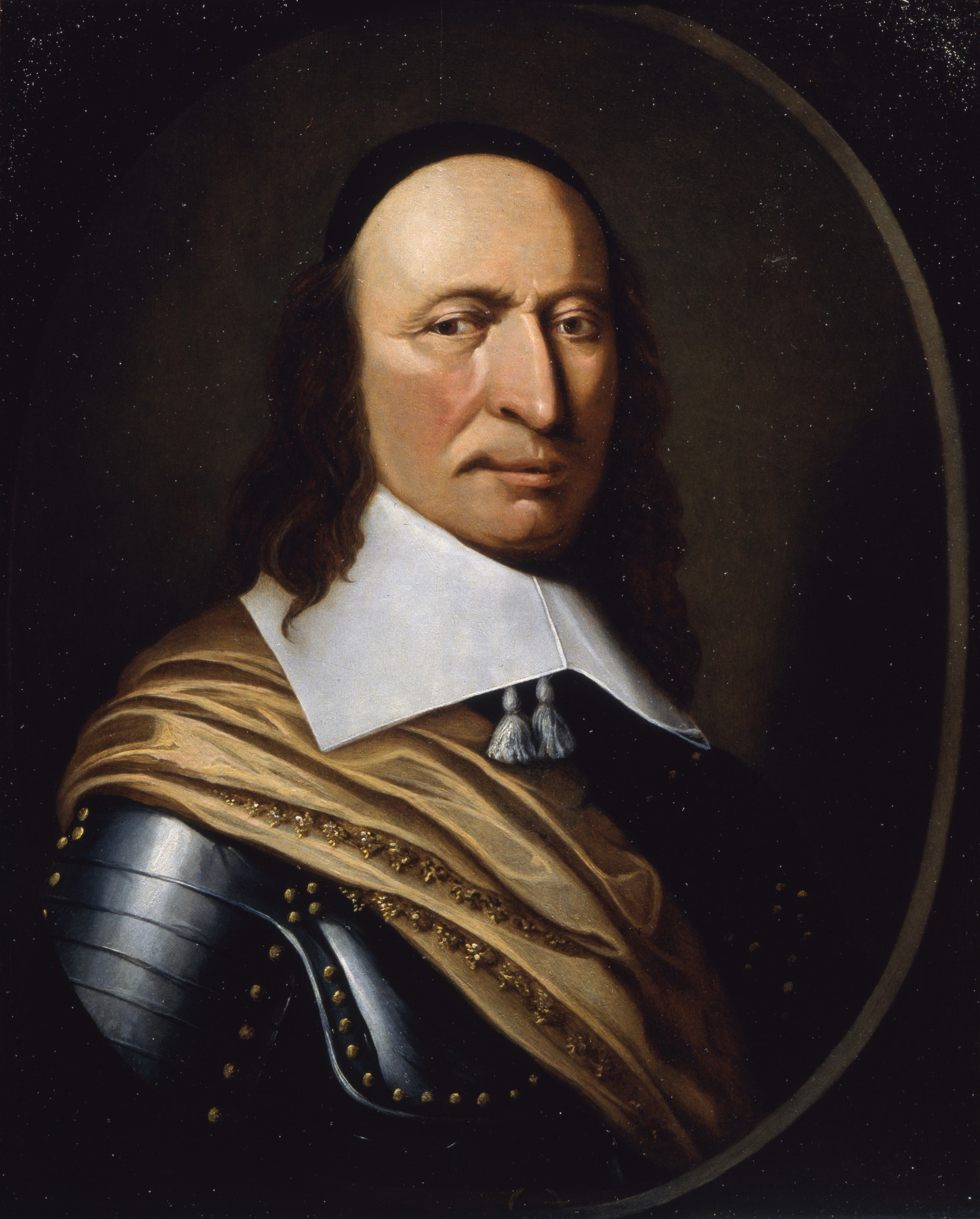
Peter Stuyvesant, ok. 1660

Hamilton Stuyvesant Fish urodził się w Garrison w stanie Nowy Jork. Jego rodzicami byli republikański polityk Hamilton Fish II i Emily Mann. Jego dziadek ze strony ojca, Hamilton Fish, był sekretarzem stanu Stanów Zjednoczonych za czasów republikańskiego prezydenta Ulyssesa S. Granta. Ojciec pierwszego Hamiltona Fisha, Nicholas Fish (ur. 1758), był oficerem Armii Kontynentalnej, a później został mianowany generałem adiutantem Nowego Jorku przez gubernatora George’a Clintona.
Żoną Nicholasa Fisha była Elizabeth Stuyvesant, potomka Petera Stuyvesanta, holenderskiego gubernatora Nowego Jorku. Poprzez swoją matkę, Emily Mann, Hamilton Fish III był także potomkiem Thomasa Hookera, który osiedlił się w Hartford w stanie Connecticut w 1636. Wujek Fisha, Elias Mann, był sędzią i przez trzy kadencje burmistrzem Troy w stanie Nowy Jork.
Prababcia Fisha, Susan Livingston, wyszła za mąż za Juliana Ursyna Niemcewicza w 1800 roku po śmierci męża, Johna Keana (który był delegatem Kongresu Kontynentalnego z Karoliny Południowej). Niemcewicz był współautorem Konstytucji 3 maja. Prawnuk Johna Keana i Susan Livingston, a więc krewnym Fisha, był Thomas Kean, który został wybrany na gubernatora stanu New Jersey w 1982 roku.
Kuzyn Hamiltona Fisha III (również nazwany Hamiltonem Fishem) był sierżantem w Rough Riders Theodore’a Roosevelta i pierwszym amerykańskim żołnierzem zabitym w akcji podczas wojny hiszpańsko-amerykańskiej. Hamilton Fish II zmienił imię swojego dziesięcioletniego syna z Hamilton Stuyvesant Fish na po prostu Hamilton Fish, aby uczcić pamięć jego zmarłego kuzyna (on i Hamilton Fish III nigdy się nie spotkali).
Fish ożenił się w 1921 roku z Grace Chapin Rogers (1885–1960), córką byłego burmistrza Brooklynu Alfreda C. Chapina (1848–1936). Ich syn, Hamilton Fish IV, był przez trzynaście kadencji członkiem Izby Reprezentantów Stanów Zjednoczonych z Nowego Jorku, sprawującym urząd od 1969 do 1995 roku. Ich córka, Lillian Veronica Fish, poślubiła Davida Whitmire’a Hearsta, syna Williama Randolpha Hearsta.

### Edukacja
W dzieciństwie Fish uczęszczał do Chateau de Lancy, szwajcarskiej szkoły niedaleko Genewy, do której uczęszczał również jego ojciec w 1860 roku. Tam młodszy Fish nauczył się języka francuskiego i grał w piłkę nożną. Wakacje spędzał z rodziną w Bawarii. Swoją edukację w amerykańskiej szkole z internatem rozpoczął w Fay School w Southborough w stanie Massachusetts, a później uczęszczał do St. Mark’s School, szkoły przygotowawczej również w Southborough. Fish sam siebie nazywał „uczniem klasy B”, ale odnoszącym sukcesy w kilku różnych dyscyplinach sportowych.
Po ukończeniu St. Mark’s w 1906 Fish udał się do Harvard College. Grał w drużynie futbolu Harvardu jako obrońca i był członkiem Porcellian Club. „Ham” Fish, mierząc 6 stóp 4 cale (1,93 m) i ważąc 200 funtów (91 kg), odniósł duży sukces jako futbolista dwukrotnie zdobywając tytuł All-America, a w 1954 roku został nominowany do College Football Hall of Fame. Był jedynym absolwentem Harvardu w zespole „All Time” „All America” Waltera Campa, absolwenta Yale. Po ukończeniu Harvardu Fish kontynuował swoje zaangażowanie w futbolu amerykańskim. Przekazał 5000 dolarów na kilka nagród dla graczy futbolowych Harvardu oraz stworzył drużynę futbolową Harvard Law School, która rozgrywała mecze pokazowe z innymi uczelniami w całym kraju.
W 1909 roku, mając 20 lat, Fish ukończył Harvard z wyróżnieniem na kierunkach historii i nauk politycznych. Odmówił oferty pracy jako nauczyciel historii na Harvardzie i zamiast tego zaczął studia na Harvard Law School. Zrezygnował jednak z nauki przed ukończeniem studiów prawniczych i podjął pracę w biurze ubezpieczeń w Nowym Jorku.
Fish był członkiem Zgromadzenia Stanu Nowy Jork (z hrabstwa Putnam) w 1914, 1915 i 1916 z ramienia Partii Postępowej.

## Służba wojskowa

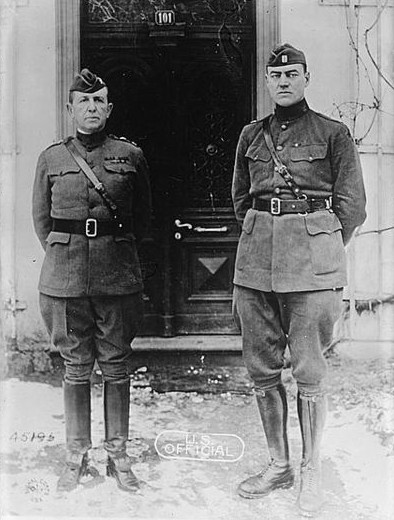
mjr gen. Mark L. Hersey i kpt. Hamilton Fish Jr. (po prawej)

Przed przystąpieniem Stanów Zjednoczonych do I wojny światowej Fish był kapitanem Kompanii K 15. nowojorskiej piechoty. Kiedy 15. piechota została zmobilizowana do służby federalnej, Fish przyjął ofertę od pułkownika Williama Haywarda, by zachować swoją pozycję w 369. piechocie. 369. piechota była jednostką afroamerykańskich szeregowców z białymi oficerami (i kilkoma afroamerykańskimi oficerami na początku wojny), która stała się znana jako „Harlem Hellfighters”. 369. piechota została przydzielona do 93. Dywizji.
Latem po deklaracji wojny prezydenta Wilsona przeciwko Niemcom (w kwietniu 1917 roku) Fish i około dwóch tysięcy żołnierzy rozpoczęli trening w Camp Whitman (w stanie Nowy Jork). W październiku 1917 jednostka została skierowana do Camp Wadsworth (w Karolinie Południowej) na dalsze szkolenie. W listopadzie 1917 pułk wraz z oddziałem wsiadł na pokład USS Pocahontas, który miał wyruszyć na front do Francji. Krótko po tym statek jednak powrócił na brzeg z powodu problemów z silnikami. Po kolejnej nieudanej próbie wypłynięcia, statek wyruszył 13 grudnia 1917. Pomimo kolizji z innym statkiem i braku eskorty niszczyciela do ochrony przed niemieckimi okrętami podwodnymi, pułk dotarł do Francji. Fish skarżył się na brak eskorty asystentowi Sekretarza Marynarki Wojennej, Franklinowi D. Rooseveltowi.
Fish i jego jednostka wylądowali w Breście 26 grudnia. 369. Dywizja Piechoty została oddana pod kontrolę armii francuskiej przez generała USA Johna J. Pershinga. Oddział spędził na linii frontu 191 dni, co było najdłuższym czasem ze wszystkich pułków amerykańskich. Był to także pierwszy pułk aliantów, który dotarł do Renu. Fish otrzymał Srebrną Gwiazdę i francuski Krzyż Wojenny 1914–1918. Ponadto Fish i jego siostra Janet, która była pielęgniarką w pobliżu linii frontu, zostali później wcieleni do francuskiej Legii Honorowej za służbę wojenną.
Fish awansował na stopień majora 13 marca 1919 roku i powrócił do Stanów Zjednoczonych 25 kwietnia tego samego roku. Został zwolniony z wojska 14 maja 1919. Pozostał członkiem Rezerw Oficerskich aż do lat 40. XX wieku i osiągnął stopień pułkownika.

## Służba w Kongresie

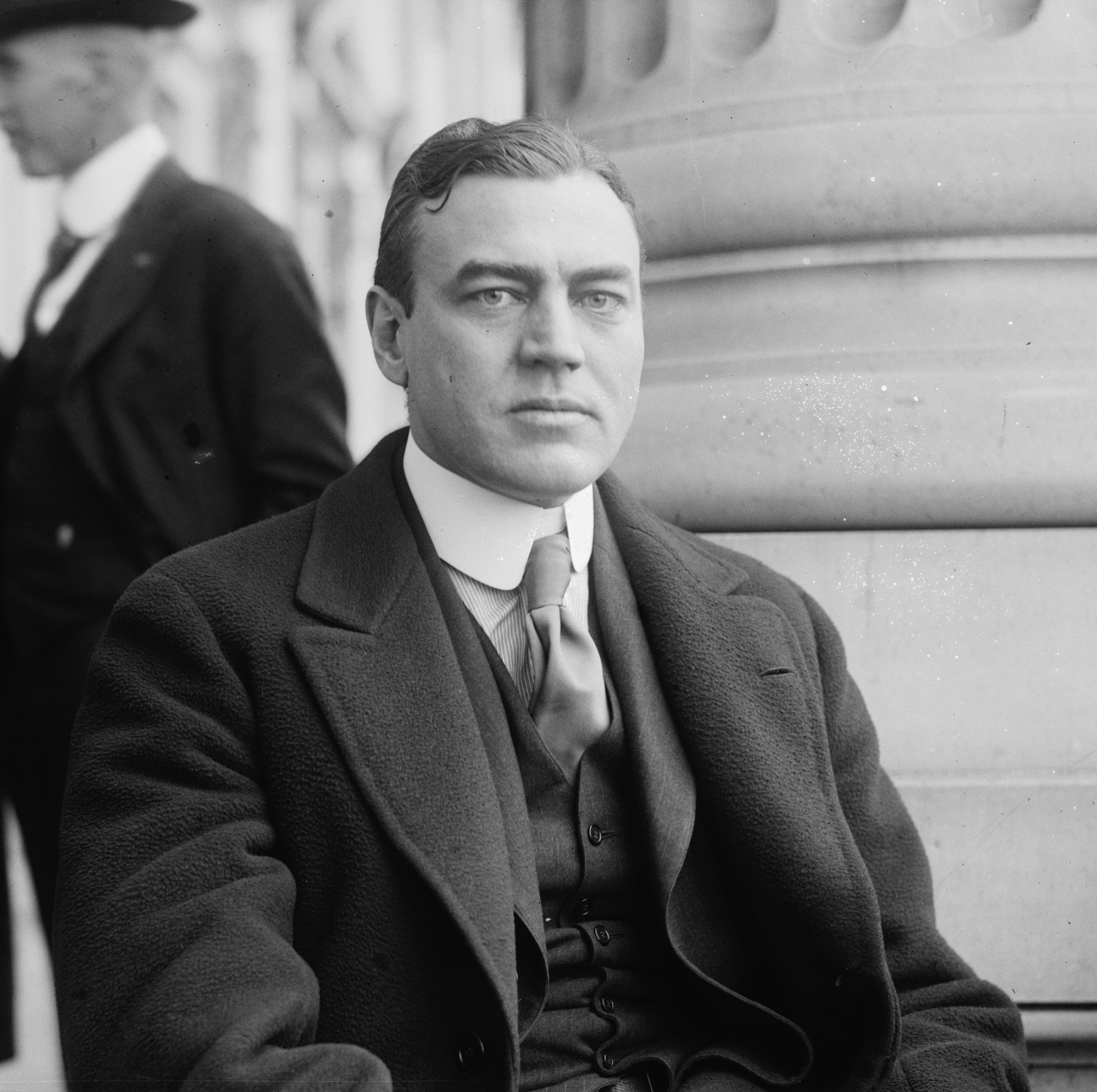
Fish przed Kapitolem USA

Wybrany po raz pierwszy w celu zastąpienia Edmunda Platta po jego rezygnacji, Fish był członkiem Izby Reprezentantów Stanów Zjednoczonych od 2 listopada 1920 do 3 stycznia 1945, kiedy to został pokonany w wyborach w 1944. W ciągu prawie 25 lat pełnienia funkcji przedstawiciela USA, Fish zyskał reputację antykomunisty i ostrego krytyka Franklina Roosevelta, co podniosło jego profil i uczyniło sojusznikiem anty-Rooseveltowskich członków Kongresu Pomimo tego Fish prywatnie poparł Roosevelta przeciwko republikańskiemu kandydatowi Herbertowi Hooverowi w wyborach w 1932 roku, nakłaniając swoją żonę do oddania głosu na przyszłego arcywroga Fisha. Była to decyzja, której prywatnie potem żałował.
Fish był przeciwnikiem Nowego Ładu Roosevelta. Do czasu ataku na Pearl Harbor był nieinterwencjonistą, ale należał do tych członków Kongresu USA, którzy protestowali wobec traktowania Żydów w Niemczech Hitlera. 8 grudnia 1941 wygłosił swoje pierwsze przemówienie w Kongresie, w którym opowiadał się za wypowiedzeniem wojny Japonii. Później powiedział, że nigdy by o to nie prosił, gdyby był świadomy tego, co zrobił Roosevelt, aby sprowokować Japonię do ataku. Jego nieustępliwa opozycja wobec Nowego Ładu spowodowała, że Roosevelt włączył go z dwoma innymi przeciwnikami z Kongresu do swego hasła kampanii reelekcyjnej w 1940 roku, które stało się klasykiem: „Martin, Barton i Fish”. Kariera kongresowa Fisha zakończyła się (częściowo pod wpływem gubernatora stanu Nowy Jork Thomasa Deweya) w wyniku porażki w wyborach powszechnych w 1944 roku, mimo wygranej w prawyborach Partii Republikańskiej w swoim okręgu wyborczym.
Po przegranej wyborach w 1944 roku, po 26 latach w Kongresie, Fish powiedział: „Najbardziej chciałem zostać wybrany na przewodniczącego komitetu regulaminowego, aby zatrzymać marsz Ameryki w stronę komunizmu i totalitaryzmu. Niczego nie żałuję, gdyż podjąłem najmocniejszą walkę, jaką umiałem”.
W 1936 roku Fish odziedziczył po swoim ojcu tytuł członka nowojorskiego Towarzystwa Cyncynatów.

### Nieznany Żołnierz I wojny światowej i Grób Nieznanych Żołnierzy
21 grudnia 1920 Fish przedstawił Uchwałę 67 podczas 66. Kongresu, która przewidywała zwrot do Stanów Zjednoczonych szczątków nieznanego amerykańskiego żołnierza zabitego we Francji podczas I wojny światowej oraz pochowanie jego szczątków w poświęconym grobie. Grób ten miał zostać zbudowany przy amfiteatrze na Cmentarzu Narodowym w Arlington po drugiej stronie rzeki Potomak. Kongres zatwierdził uchwałę 4 marca 1921. 23 października 1921 w Châlons-sur-Marne, około 90 mil (140 km) od Paryża, wybrano szczątki nieznanego żołnierza spośród czterech trumien żołnierzy amerykańskich poległych we Francji. Wybrane szczątki zostały zwrócone do Stanów Zjednoczonych i pochowane na miejscu grobu w Arlington 11 listopada 1921 w uroczystościach pogrzebowych, które odbyły się po przemarszu żałobnym z budynku Kapitolu Stanów Zjednoczonych. Grób, ukończony w 1937 roku, stał się znany jako Grób Nieznanych (Żołnierzy), który do dziś jest strzeżony przez całą dobę przez żołnierzy 3 Pułku Piechoty Armii Stanów Zjednoczonych – „The Old Guard”. Grobowiec i nieznani żołnierze trzech wojen USA pochowani tam dzisiaj uważani są za najświętsze miejsce wojskowe w Stanach Zjednoczonych i mogą być najlepszym dziedzictwem Fisha dla kraju.

### Uchwała Lodge’a-Fisha
W czerwcu 1922 roku wprowadził uchwałę Lodge’a-Fisha, aby wyrazić amerykańskie poparcie dla brytyjskiej polityki w Palestynie, zgodnie z Deklaracją Balfoura z 1917.

### Komitet Fisha
Hamilton Fish był zagorzałym antykomunistą. W artykule z 1931 roku opisał komunizm jako „najważniejszy, najbardziej istotny, najbardziej dalekosiężny i najniebezpieczniejszy problem na świecie”. Uważał też, że komunistyczne wpływy był szeroko rozpropagowane w Stanach Zjednoczonych.
5 maja 1930 przedstawił w Izbie Reprezentantów projekt ustawy nr 180, która proponowała powołanie komisji ds. śledzenia działań komunistycznych w Stanach Zjednoczonych. W wyniku działalności komisji, znanej jako Komitet Fisha, przeprowadzono obszerne śledztwa wśród ludzi i organizacji podejrzewanych o udział lub popieranie działań komunistycznych w USA. Wśród celów komisji byli American Civil Liberties Union i kandydat na prezydenta z ramienia Komunistycznej Partii USA William Z. Foster. Komisja zalecała udzielenie Departamentowi Sprawiedliwości Stanów Zjednoczonych większych uprawnień do ścigania komunistów oraz wzmocnienie prawa imigracyjnego i deportacyjnego, aby powstrzymać komunistów przed wjazdem do Stanów Zjednoczonych.
W 1933 roku Fish zasiadał w komitecie, który sponsorował publikację w Stanach Zjednoczonych tłumaczenia nazistowskiej książki „Komunizm w Niemczech” autorstwa Adolfa Erta. W przedmowie komitet napisał, że nie publikuje jej jako obrony antysemityzmu lub reżimu nazistowskiego, ale dlatego, że uważał, że walka między nazistami a komunistami w Niemczech stanowiła lekcję o stosowaniu „skutecznych środków” w obronie przed komunizmem. Książka twierdziła, że Żydzi są odpowiedzialni za komunizm w Niemczech i że tylko Adolf Hitler może go powstrzymać. Pod presją amerykańskich organizacji żydowskich i liberalnych Fish i inni członkowie komitetu odcieli się od niej. Fish rozpowszechniał także w swoim biurze kongresowym wcześniej obalone Protokoły mędrców Syjonu.

### Izolacjonizm i poparcie dla nazizmu
Fish był uznawany przez Niemców jako przyjazny sojusznik Ameryki. Magazyn Time opisał go kiedyś jako „numer jeden wśród izolacjonistów w kraju”.
14 sierpnia 1939 Fish, przewodniczący delegacji USA na konferencję Unii Międzyparlamentarnej w Oslo, spotkał się z Joachimem von Ribbentropem. Fish poleciał do Oslo prywatnym samolotem Ribbentropa. Fish, zdecydowany przeciwnik Roosevelta, opowiadał się za lepszymi stosunkami z III Rzeszą i miał nadzieję, że podczas konferencji w Norwegii uda się rozwiązać „sprawę gdańską”. Wychodząc z samolotu von Ribbentropa wyraził opinię, że żądania Niemiec co do aneksji Pomorza polskiego są „słuszne”. Fish i jego frakcja Partii Republikańskiej otrzymali wsparcie materialne od Niemców w celu promowania izolacjonizmu i nieinterwencjonizmu w Stanach Zjednoczonych, szczególnie na konwencji Partii Republikańskiej w 1940. Fish przemawiał także na pro-nazistowskim wiecu w Madison Square Garden w 1938.
W 1940 roku po wyborach prezydenckich Fish wysłał do Roosevelta telegram, w którym pisał: „Gratulacje. Składam przyrzeczenie poparcia dla obrony narodowej ... i aby Ameryka nie wchodziła w zagraniczne wojny”.
W 1941 roku komisja sądowa prowadząca dochodzenie w sprawie działań agentów nazistowskich w Stanach Zjednoczonych, wysłała funkcjonariuszy do siedziby organizacji antybrytyjskiej o nazwie Komitet Wysp na rzecz Długów Wojennych (Islands for War Debts Committee) w Waszyngtonie. Tam funkcjonariusze skonfiskowali osiem worków z frankowanymi listami od kongresmenów z frakcji izolacjonistycznej. George Hill, główny asystent Fisha, kazał przetransportować listy do magazynu w biurze Fisha tuż przed przybyciem funkcjonariuszy.
Zwołano wielką ławę przysięgłych i wezwano Hilla, aby wyjaśnił, dlaczego był tak troskliwy o pocztę Islands for War Debts Committee oraz jego bliskie związki z George’em Sylvesterem Viereckiem, nazistowkim propagandystą. Viereck został później skazany za naruszenie ustawy o rejestracji agentów zagranicznych oraz za dotowanie na rzecz Islands for War Debts Committee. Hill powiedział, że nie wysyłał poczty i nie znał Vierecka. Ława przysięgłych szybko oskarżyła Hilla o krzywoprzysięstwo.
Krótko po oskarżeniu Fish bronił Hilla, mówiąc: „George Hill jest w 100% w porządku, a ja będę go popierał we wszystkim do granic możliwości”. Podczas procesu Hill wyjaśnił, że Viereck odwiedził Kapitol w 1940 i załatwił hurtową dystrybucję przemówień kongresowych atakujących politykę zagraniczną administracji. Po usłyszeniu, że ława przysięgłych osiąnęła werdykt i oczekując wyroku skazującego, Fish wydał oświadczenie: „Bardzo mi przykro dowiedzieć się, że George Hill, niepełnosprawny, odznaczony weteran wojenny i urzędnik w moim biurze, został skazany za krzywoprzysięstwo... Pan Hill ma angielskie pochodzenie... Miał obsesję przeciwko naszemu zaangażowaniu w wojnę”. Dwadzieścia godzin później ława przysięgłych skazała Hilla.
W przemówieniu do Izby Reprezentantów, mniej niż 24 godziny po ataku na Pearl Harbor, Fish oświadczył:
„Teraz, gdy mamy walczyć, podejdźmy z podniesionymi głowami na sposób amerykański i dajmy znać światu, że jest to nie tylko sposób na przeciwdziałanie agresji i obronę własnych terytoriów, ale wojna o wolność i demokrację na całym świecie i że nie przestaniemy, dopóki nie zostanie osiągnięte zwycięstwo. […] Apeluję do wszystkich obywateli amerykańskich, w szczególności członków mojej własnej partii i izolacjonistów, aby odłożyli na bok osobiste poglądy i partyjniactwo i zjednoczyli się za prezydentem, naszym dowódcą naczelnym, w zapewnieniu zwycięstwa siłom zbrojnym Stanów Zjednoczonych. [...] Nasz kraj! Aby w stosunkach z zagranicznymi narodami nasza racja zawsze była słuszna, ale słuszna czy niesłuszna, za nasz kraj!”
Jednak w swojej autobiografii Fish opisał siebie jako „wstydzącego się moich uwag”.
Mniej niż dwa tygodnie przed wyborami połowy kadencji do Kongresu w 1942, kolumnista Drew Pearson w swojej kolumnie o zasięgu krajowym (Washington Merry-Go-Round) szczegółowo opisał, jak w 1939 Fish otrzymał ponad 3100 dolarów w gotówce ze źródła związanego z Niemcami.

### Prawa obywatelskie
Fish kontynuował swoją walkę o prawa obywatelskie Afroamerykanów, zwłaszcza w wojsku. Trzykrotnie (1922, 1937 i 1940) Fish dołączał do innych Republikanów i Demokratów z północy, aby przeforsować ustawy anty-linczowe. Za każdym razem ustawy zostały przyjęte przez Izbę Reprezentantów, ale Demokraci z Południa blokowali ich przeprowadzenie w Senacie, uniemożliwiając tym samym ich uchwalenie.
W 1940 roku udało mu się dodać poprawkę do Ustawy o Alokacji Wojskowej z 1941. Ustawa zawierała finansowanie zwiększonej siły roboczej, sprzętu i szkolenia, gdy Stany Zjednoczone przygotowywały się do możliwego wejścia do II wojny światowej. Poprawka Fisha zakazała dyskryminacji rasowej w selekcji i szkoleniu personelu wojskowego i została później uznana za ważny krok prowadzący do desegregacji wojska.
Roosevelt sformułował Cztery Wolności w swoim przemówieniu stanu państwa w 1941. W 1944 Fish przypomniał swoje własne doświadczenia z czasów I wojny światowej i wypowiedź Roosevelta na temat Czterech Wolności, popierając równouprawnienie Afroamerykanów w wojsku: „Czternaście milionów lojalnych Amerykanów ma prawo oczekiwać, że w wojnie na rzecz ‘Czterech Wolności’ ich synowie będą mieli takie samo prawo jak każdy inny Amerykanin do szkolenia, służenia i walki w jednostkach bojowych w obronie Stanów Zjednoczonych w tej największej wojnie w historii kraju”.

### Brytyjska kampania mająca na celu pokonanie Fisha
British Security Coordination (BSC) skupiła wysiłek na wpływaniu na przedstawicieli USA poprzez grupy frontowe, kampanie i agentów. W 1940 agenci BSC uruchomili Bezpartyjny Komitet w Celu Pokonania Hamiltona Fisha, aby „wpędzić każdego izolacjonistycznego senatora i kongresmena w strach przed Bogiem”. Komitet zebrał znaczne sumy pieniędzy na rzecz przeciwnika Fisha, zorganizował kilka ataków medialnych, stworzył fałszywe oskarżenia o złe postępowanie tuż przed wyborami i pomógł w dystrybucji książek oskarżających Fisha o nielojalność. Komitet jak najbardziej starał się, aby ataki na Fisha wydawały się pochodzić z jego okręgu wyborczego, ale dokumenty historyczne wskazują, że większość ataków pochodziła spoza jego okręgu. Fish przetrwał te kampanie w 1940, ale wygrał wybory z dwukrotnie mniejszą przewagą niż dwa lata wcześniej.

### Wybory w czasie wojny
W wyborach w 1942 roku Fish, podobnie jak inni byli izolacjoniści, uchodził za narażonego na porażkę. Okręg Orange i Putnam, który reprezentował, zaczął odwracać się od niego. Sondaże przewidywały błędnie że Fish nie wygra nawet w prawyborach Partii Republikańskiej. Po raz pierwszy w swojej 22-letniej karierze politycznej Fish otworzył kwaterę główną kampanii wyborczej. Krótko potem został zdyskredytowany przez popularnego kandydata gubernatorskiego Partii Republikańskiej, Thomasa Deweya. Stosunek wyborców w listopadzie 1942 odzwierciedlał jednak zniecierpliwienie brakiem sukcesów na polu bitwy II wojny światowej. Dzięki tym sentymentom Fish pokonał swojego przeciwnika z Partii Demokratycznej o 4000 głosów.
Jednakże reorganizacja okręgów wyborczych, która weszła w życie w 1944 roku podzieliła 26. okręg na kilka mniejszych.W tym roku Fish startował w 29. okręgu, który nie obejmował już jego rodzinnego hrabstwa Putnam, ale zamiast tego składał się z hrabstwa Orange z poprzedniego okręgu i trzech nowych hrabstw. Augustus W. Bennet pokonał Fisha zdobywając około 5000 głosów od niego. Jak donosił magazyn Time: „W Nowym Jorku, ku uciesze narodu, po 24 latach w Kongresie upadł wściekły anty-Rooseveltowski izolacjonista Hamilton Fish. Jego następca to liberalny Augustus W. Bennet, prawnik z Newburgh”.
W swoim przemówieniu wygłoszonym w nocy wyborczej po przegranej, Fish mówił że jego „porażka powinna być w dużej mierze przypisana siłom komunistycznym i czerwonym z Nowego Jorku, popartym przez duży fundusz o wartości przekraczającej 250 000 dolarów”. W przemówieniu pożegnalnym przed Izbą Reprezentantów 11 grudnia 1944 powiedział: „Do mojej porażki potrzebna była większość administracji Nowego Ładu, połowa Moskwy, 400 000 dolarów i gubernator Dewey”.
Rozgoryczony swoją porażką Fish natychmiast pozwał Roberta F. Cutlera, sekretarza wykonawczego grupy Good Government Committee o zniesławienie, domagając się 250 000 dolarów odszkodowania za reklamy przedstawiające Fisha jako sympatyka nazistów. Reklamy przedstawiały również Fisha w otoczeniu „Amerykańskiego Führera”, Fritza Kuhna. Później Fish wycofał pozew bez ugody.

## Późniejsze życie
8 grudnia 1941 Fish zgłosił się na ochotnika do służby w armii, „najlepiej w jednostkach kolorowych”, aby pomścić atak na Pearl Harbor. W wieku 53 lat nie miał jednak możliwości ochotniczej służby wojskowej i kontynuował pracę w Kongresie.
Fish był jednym ze świadków, którzy wystąpili w filmie Warrena Beatty’ego z 1981 roku „Czerwoni”, który opowiada o życiu dziennikarza Johna Reeda i jego doświadczeniach podczas rewolucji październikowej w Rosji w 1917, która doprowadziła do powstania państwa komunistycznego w Rosji i Związku Radzieckim. W ramach produkcji filmu ekipa przeprowadziła w latach 70. wywiady z kilkoma osobami, które były świadkami wydarzeń z 1917. Wywiady zostały wykorzystane w całym filmie, aby opisać miejsca i wydarzenia oraz połączyć poszczególne sceny w filmie.
W swojej autobiografii Fish oskarża Organizację Narodów Zjednoczonych o to, że była sposobem dla Franklina Roosevelta na „stanie się prezydentem całego świata”. Dodatkowo Fish wyraża poparcie dla NATO, inwazji Stanów Zjednoczonych na Panamę i Grenadę oraz wojny w Zatoce Perskiej w 1990, jednocześnie krytykując wojnę w Wietnamie. Krytykując natomiast amerykańskie poparcie dla Francji w walce z ruchami niepodległościowymi w Azji Południowo-Wschodniej Fish określił Johna Fostera Dullesa jako „najgorszego sekretarza stanu w historii Ameryki” . W epilogu do pamiętnika zanotowano, że trzecia żona Fisha złożyła pozew rozwodowy tuż po Bożym Narodzeniu w 1984, gdy 96-letni były przedstawiciel odmówił kupienia swojej żonie prezentów oraz próbował hodować drób na jej posiadłości.

## Śmierć i pogrzeb
Fish zmarł w Cold Spring 18 stycznia 1991. Został pochowany na cmentarzu kościoła św. Filipa w Garrison w stanie Nowy Jork.

## Przodkowie i potomkowie
Chociaż był trzecim Hamiltonem Fishem w bezpośredniej linii w swojej rodzinie, jak jego ojciec i syn w czasie jego kadencji w Kongresie był znany jako Hamilton Fish Jr. Jego wnuk był również znany jako Hamilton Fish III i był wydawcą liberalnego magazynu The Nation, zanim sam bezskutecznie ubiegał się o miejsce w Kongresie jako „Hamilton Fish Jr.”. w 1994 roku. Ten wnuk jest również nazywany Hamilton Fish V. Hamilton Fish III poślubił swoją czwartą i ostatnią żonę, Lydię Ambrogio Fish, 9 września 1988 i pozostali małżeństwem aż do jego śmierci. Lydia zmarła w Port Jervis 12 stycznia 2015.